# Amunicja

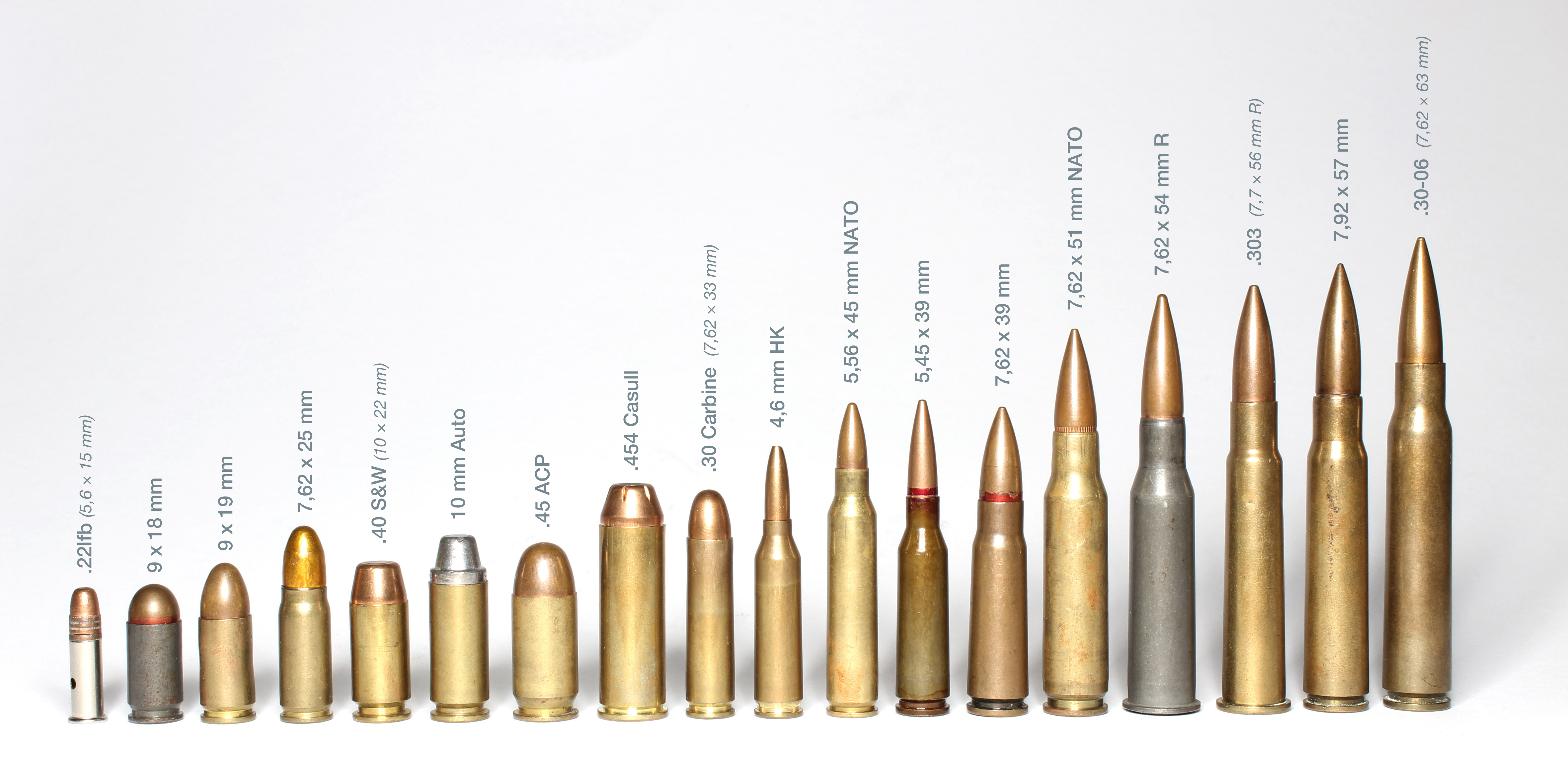
Przykłady różnych typów amunicji strzeleckiej

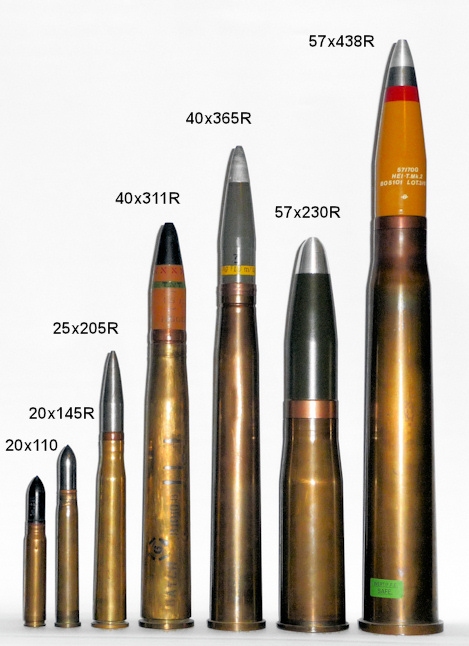
Przykłady różnych typów amunicji artyleryjskiej

Amunicja – ogół nabojów, granatów, rakiet, min, bomb i torped.
W ujęciu wojskowym amunicja służy do niszczenia (lub obezwładniania) siły żywej, punktów ogniowych, sprzętu, umocnień a także do szkoleń i treningów. W ujęciu cywilnym amunicja strzelecka wykorzystywana jest również w sporcie i myślistwie.

## Podział

### Główne rodzaje
- amunicja artyleryjska
- amunicja biologiczna
- amunicja chemiczna
- amunicja jądrowa
- amunicja krążąca
- amunicja lotnicza
- amunicja morska
- amunicja rakietowa
- amunicja saperska
- amunicja scalona
- amunicja strzelecka

### O szczególnej budowie lub przeznaczeniu
- amunicja bojowa
- amunicja do badań
- amunicja ćwiczebno-pozoracyjna
- amunicja dymna
- amunicja kontrolno-pomiarowa
- amunicja myśliwska
- amunicja oświetlająca
- amunicja przeciwpancerna
- amunicja smugowa
- amunicja sportowa
- amunicja sygnałowa
- amunicja szkolna
- amunicja treningowa
- amunicja wskaźnikowa
- amunicja zapalająca

## Oznaczenia
- Na amunicji są nanoszone na zewnętrznej powierzchni i jej elementach znaki umowne w postaci liter, cyfr oraz kolorów, które nanosi się je farbą, lub są na niej wybijane[1]. Określają one rodzaj amunicji, albo jej elementów, przeznaczenie amunicji, datę produkcji, producenta, partię produkcyjną, ewentualne odchyłki technologiczne, wyniki kontroli technicznej, odbioru wojskowego itd[1].  Miejsce, a także sposób wykonywania są określane przez odpowiednie instrukcje, które w różnych krajach i w różnych okresach mogą być inne[1].  Typowymi oznaczeniami są cechy amunicji wytłaczane na częściach metalowych,  malowane (oznaczenia kolorowe), znakowanie, a także różnego rodzaju wskaźniki. Niektóre z oznaczeń znajdują się także na opakowaniu[1]. Przykładem oznaczeń mogą być tzw. oznaczenia ciężarowe pocisków, które określają różnice pomiędzy masą konkretnego pocisku, a masą pocisku normalnego. Mogą by nanoszone np. w postaci odpowiedniej liczby znaków (+) i (-)[1].